# Долгов, Дмитрий Владимирович
Дмитрий Владимирович Долгов (рум. Dumitru Dolgov; 24 августа 1987, Перевальск, Луганская область, Украинская ССР, СССР) — украинский и молдавский футболист, защитник.
Воспитанник ЛВУФК. В 2002—2004 годах играл за любительские клубы «Сталь-2» Алчевск и «Союз» Перевальск. В 2006 году подписал контракт с молдавским клубом «Нистру» Атаки, принял молдавское гражданство и выступал за молодёжную сборную страны. В январе 2008 перешёл в клуб российской премьер-лиги «Терек»., за который провёл 7 матчей, получил травму, после чего клуб расторг с ним контракт. Выступал в чемпионате Луганской области за «Олимп» Старобельск, ФК «Антрацит». В июне 2010 был на просмотре в киевском «Арсенале», но вернулся в Молдавию, где играл за «Нистру» (2010), «Сфынтул Георге» и «Костулены» (2011), «Верис» Кишинёв (2013), «Динамо-Авто» (2013—2014).